# 7. ceremonia wręczenia nagród David di Donatello
7. ceremonia wręczenia włoskich nagród filmowych David di Donatello odbyła się 29 lipca 1962 roku w Teatro antico di Taormina.

## Laureaci i nominowani
Laureaci nagród wyróżnieni są wytłuszczeniem.

### Najlepszy reżyser
- Ermanno Olmi - Posada (tytuł oryg. Il posto)

### Najlepszy producent
- Angelo Rizzoli - Pieski świat (tytuł oryg. Mondo cane )
- Dino De Laurentiis - Życie nie jest łatwe (tytuł oryg. Una vita difficile )

### Najlepszy aktor
- Raf Vallone - Widok z mostu (tytuł oryg. Uno sguardo dal ponte)

### Najlepsza aktorka zagraniczna
- Audrey Hepburn - Śniadanie u Tiffany’ego (tytuł oryg. Breakfast at Tiffany)

### Najlepszy aktor zagraniczny
- Anthony Perkins - Żegnaj ponownie (tytuł oryg. Goodbye Again)
- Spencer Tracy - Wyrok w Norymberdze (tytuł oryg. Judgment at Nuremberg)

### Najlepszy film zagraniczny
- Wyrok w Norymberdze (tytuł oryg. Judgment at Nuremberg, reż. Stanley Kramer)